# Arthur Wong
Arthur Wong, pseudonimo di Wong Ngok-tai (張叔平T, 黃岳泰S, Huáng YuètàiP; ...), è un direttore della fotografia hongkonghese, spesso accreditato come Arthur Wong Ngok Tai.
Vincitore di nove Hong Kong Film Awards, ha curato la fotografia di oltre 100 film dagli anni settanta, alcuni dei quali diretti da Tsui Hark, Jackie Chan, Ringo Lam, Sammo Hung, Ann Hui e Peter Chan.

## Filmografia parziale
- La 36ª camera dello Shaolin (Shǎolín sānshíliù fáng), regia di Lau Kar-leung (1978)
- Bruce Lee il colpo che frantuma (Fēng hóu), regia di Lau Kar-leung (1979)
- Il mistero del conte Lobos (Kuàicān chē), regia di Sammo Hung (1984)
- La gang degli svitati (Fúxīng gāo zhào), regia di Sammo Hung (1985)
- Bambole e botte (Xià rì fúxīng), regia di Sammo Hung (1985)
- La prima missione (Lóng dé xīn), regia di Sammo Hung (1985)
- Armour of God (Lóng xiōng hǔ dì), regia di Jackie Chan (1987)
- The Canton Godfather (Qíjī), regia di Jackie Chan (1989)
- Storia di fantasmi cinesi 2 (Qiànnǚ yōuhún II: Rén jiàn dào), regia di Ching Siu-tung (1991)
- Armour of God II - Operation Condor (Fēi yīng jìhuà), regia di Jackie Chan (1991)
- Once Upon a Time in China (Huáng Fēihóng), regia di Tsui Hark (1991)
- A Kid from Tibet (Xīzàng xiǎozi), regia di Yuen Biao (1991)
- Once Upon a Time in China II (Huáng Fēihóng zhī èr: Nán'ér dāng zìqiáng), regia di Tsui Hark (1992)
- Twin Dragons (Shuānglóng huì), regia di Ringo Lam e Tsui Hark (1992)
- Le tentazioni di un monaco (Yòu sēng), regia di Clara Law (1993)
- Wonton Soup, episodio di Erotique - Oltre i confini dell'erotismo (Erotique), regia di Clara Law (1994)
- A Confucian Confusion (Dúlì shídài), regia di Edward Yang (1994)
- A sangue freddo - Beyond Hypothermia (Shèshì 32 dù), regia di Patrick Leung (1996)
- Hong Kong colpo su colpo (Knock Off), regia di Tsui Hark (1998)
- Double Vision (Shuāng tóng), regia di Chen Kuo-fu (2002)
- The Medallion, regia di Gordon Chan (2003)
- Liàn zhī fēngjǐng, regia di Miu-suet Lai (2003)
- Ultraviolet, regia di Kurt Wimmer (2006)
- Silk - Si può catturare un fantasma? (Gui si), regia di Su Chao-bin (2006)
- The Warlords - La battaglia dei tre guerrieri (Tóu míngzhuàng), regia di Peter Chan (2007)
- Bodyguards and Assassins (Shí yuè wéichéng), regia di Teddy Chan (2009)
- Qiànnǚ yōuhún, regia di Wilson Yip (2011)